# Agave shaferi
Agave shaferi är en sparrisväxtart som beskrevs av William Trelease. Agave shaferi ingår i släktet Agave och familjen sparrisväxter. Inga underarter finns listade i Catalogue of Life.